# Travemünde
Travemünde es un pequeño pueblo alemán situado en la desembocadura del río Trave en el mar Báltico, a 13 km escasos de la ciudad de Lübeck. No obstante, es el mayor puerto germano de transbordadores del Báltico, con conexiones a Suecia, Finlandia y Estonia.

## Puntos turísticos

### Playa de Kurstrand
Travemünde atrae a los visitantes con su amplia playa de Kurstrand, la playa natural de Priwall y la escarpada costa de Brodten.

### Passat
El navío Passat de cuatro mástiles se lanzó el 20 de septiembre de 1911 en Blohm + Voss en Hamburgo. Perteneció al grupo de "Flying P-Liners" de la naviera Laeisz y fue utilizada como barco de carga hasta 1957. Ha estado en Lübeck-Travemünde desde 1960.

### Antiguo faro
El antiguo faro de Travemünde. Alter Leuchtturm en alemán, se mencionó por primera vez en 1226. En 1316 hubo el primer farero. El antiguo faro es, por tanto, el faro más antiguo de la costa alemana. En 1972 se apagó su baliza porque la cubría la construcción del Maritim Strandhotel Travemünde. En 1974 se puso en funcionamiento una nueva baliza en el Maritim. Hoy hay un museo marítimo en el antiguo faro. 

### Iglesia de San Lorenz
En 1235 la iglesia se menciona por primera vez en un documento papal. En el lateral de la entrada a la sacristía se pueden encontrar ladrillos viejos de esta época.  La escultura de madera “St. Jürgen (o St. Georg) con el dragón ”data de alrededor de 1520 y fue retirado de la demolida enfermería“ St. Jürgen ”puesto al cuidado de la iglesia. El altar barroco con sus figuras de mármol data de 1723. 

### Antigua Bailía
Construido en el siglo XVI en estilo renacentista, fue la sede de los alguaciles de la ciudad de Lübeck. En el siglo XX, la comisaría de Travemünde estuvo alojada aquí hasta 2002. En 2005 pasó a ser de propiedad privada y ahora es el hogar de artistas y delicias culinarias. Durante las obras de renovación se encontraron pinturas en el techo del siglo XVI. Una caja con el escudo de armas de Lübeck lleva el año 1623. En la actualidad es un edificio protegido.

### Puerto pesquero de Travemünde
El puerto pesquero está sobre la arena de dragado. Como sugiere el nombre, la tierra se levantó aquí con excavadoras. En el pasado, la llamada enfermería llegaba hasta las casas de Torstrasse. 